# Томас Ферфакс
Томас Ферфакс, 3-й лорд Ферфакс із Камерона (англ. Thomas Fairfax, 3rd Lord Fairfax of Cameron; 17 (27) січня 1612, Дентон-Холл, Дентон, графство Йоркшир, Королівство Англія — 12 (22) листопада 1671, монастир Епплтон, графство Йоркшир, Королівство Англія) — лорд, англійський полководець і політичний діяч. Під час Англійської громадянської війни був головнокомандувачем парламентської армії.

## Життя до громадянської війни
Старший син Фердинандо Ферфакса, 2-го лорда Ферфакса з Камерона. За темний колір волосся отримав прізвисько «Чорний Том». Закінчив коледж Святого Джона в Кембриджі та коледж в Грейсс-Інн (1626—1628). Потім Ферфакс добровольцем брав участь у Вісімдесятилітній війні на боці нідерландських протестантів. У 1639—1640 роках як капітан йоркширських драгунів брав участь у Єпископських війнах, за бойові заслуги був посвячений королем у лицарі.
З початком протистояння між королем і парламентом сер Томас і його батько, підтримали парламент бо вважали за необхідне обмежити владу монарха.

## Громадянська війна
У 1642 році після початку громадянської війни Ферфакс-старший був призначений командувачем парламентських військ на Півночі Англії а його син Томас став генерал-лейтенантом у його війську. У 1643 році Томас Ферфакс був розбитий роялістами у битві при Сікфорт-Мор.
Навесні 1644 року армія Ферфакса взяла роялістів в Йорку в облогу, після чого король направив на деблокаду міста значні сили які були зупинені Ферфаксом біля Марстон-Муру. Ферфакс особливо відзначився під час битви при Марстон-Мурі 2 липня 1644 року, генерал особисто водив війська в атаку і був важко поранений. Хід битви на користь парламентського війська вирішила кіннота Олівера Кромвеля. Після цієї битви «круглоголові» взяли Йорк.
Після того як парламент звільнив графа Ессекса з посади головнокомандувача Томас Ферфакс очолив парламентську армію. 14 червня 1645 року парламентська армія під командуванням Ферфакса і Кромвеля розгромила роялістів у битві при Нейзбі, після чого Карл I втратив останні боєздатні війська. У січні 1647 року шотландці видали Ферфаксу короля.
Ферфакс був непоганим воєначальником, але був невдалим політиком. Генерал намагався не втручатися в політичну боротьбу і намагався виступати посередником в конфліктах між різними політичними угрупованнями всередині парламенту. Ферфакс не перешкоджав росту політичного впливу Олівера Кромвеля. У 1648 році Ферфакс брав участь у війні з шотландцями.
Кромвель призначив Ферфакса головою суддів які судили Карла I, але Ферфакс відмовився брати участь у засудженні короля до страти і не з'явився на суд.
Із 1649 року Ферфакс був членом парламенту. В тому ж році придушив повстання левеллерів.

## У відставці
У 1650 році Ферфакс, не згодний з політикою Кромвеля, подав у відставку і виїхав у власний маєток. У 1651—1660 роках був лордом острова Мен, але це був скоріше почесний титул, що надавав чималий статок. У 1654 році був обраний до першого парламенту Кромвеля.
У 1659 році перейшов на бік монархістів і підтримав Карла II. За його правління був депутатом парламенту . Любив поезію і мистецтво, написав мемуари.